# Ваља Минишулуј (Караш-Северин)
Ваља Минишулуј (рум. Valea Minișului) насеље је у Румунији у округу Караш-Северин у општини Бозовичи. Oпштина се налази на надморској висини од 472 m.

## Становништво
Према подацима из 2002. године у насељу је живело 6 становника, од којих су сви румунске националности.